# Marcus Botsch

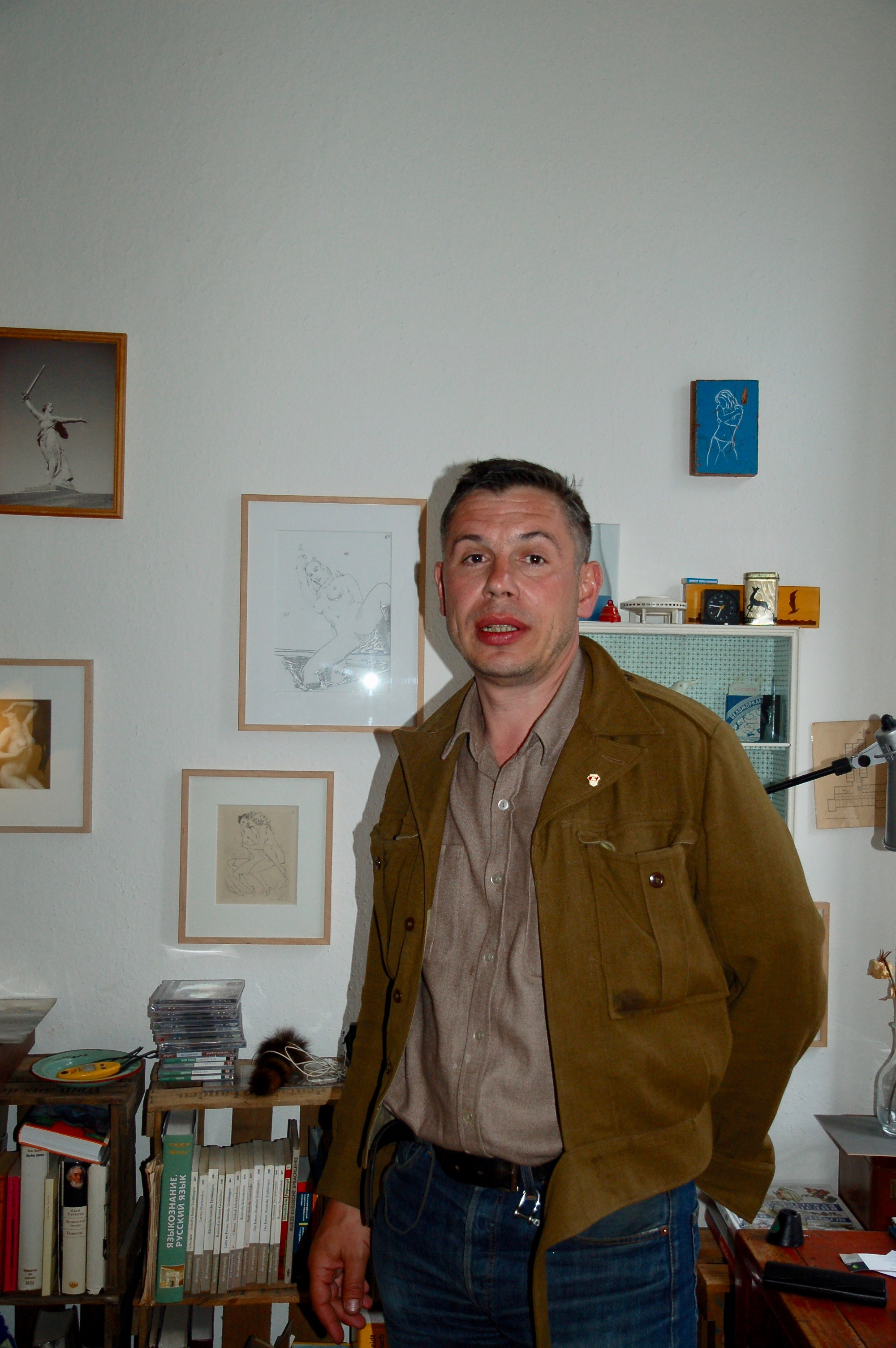
Marcus Botsch in seiner Berliner Wohnung (2010)

Marcus Botsch (* 30. März 1961 in Münster; † 6. Januar 2012 in Berlin) war ein deutscher Designer.

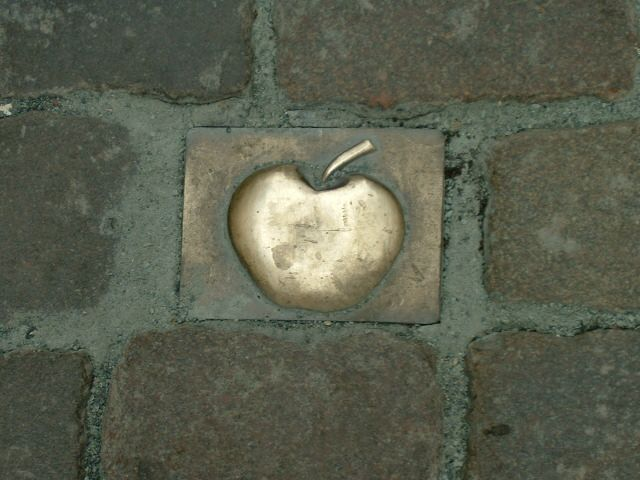
Straßenpflasterapfel im Sachsenhäuser Äbbelwoiviertel (2004), entstanden im Rahmen des Konzepts Public Design für Alt-Sachsenhausen

## Leben
Botsch machte nach dem Abitur eine Lehre als Feinmechaniker am psychologischen Institut der Ruhr-Universität Bochum (RUB). Ab 1983 studierte er zunächst Maschinenbau, dann Orientalistik und Kunstgeschichte an der RUB, später Industrial Design an der Universität Essen (Folkwangschule). Sein Diplom erhielt er 1992.
Seit 1992 arbeitete er selbständig als Designer, zunächst in Bochum und Köln, seit 1996 in Berlin und Moskau. Anfangs war Marcus Botsch im Bereich Möbel & Accessoires, Ladenbau und Leitsysteme tätig, später im Bereich der Medizintechnik. Mit seinem Mitarbeiter Philippe Bataille gestaltete er für die Berlin Heart GmbH die Herzunterstützungssysteme Excor und Incor.
Mit seinem Büro überarbeitete er das Gesamterscheinungsbild der Berliner Wasserbetriebe.

## Lehraufträge und Gastprofessuren
Als Lehrbeauftragter arbeitete er an der Köln International School of Design. Als Gastprofessor lehrte Botsch 1999 an der Hochschule für Bildende Künste Hamburg und im Jahr 2000 an der Universität Essen. 2008/2009 lehrte er als Professor an der Hochschule der Bildenden Künste Saar.

## Werke (Auswahl)
- 1985: Trinkbrunnen für Berlin[3], bis zum Jahr 2014 sind auf 18 öffentlichen Plätzen diese Trinkwasserbrunnen aufgestellt worden
- 1990: Hängecontainer, Vertrieb Nils Holger Moormann, Auszeichnung für hohe Designqualität am Design Zentrum NRW
- 1997: Medizinischer Laser für Baasel Lasertechnik, Auszeichnung für hohe Designqualität am Design Zentrum NRW
- 1999: 1. Preis beim Wettbewerb für die Bundesgartenschau Potsdam, Ausstattungselemente für den Park am Bornstedter Feld
- 2000: Gestaltung und Organisation der Ausstellung Ein Herz für Berlin (Berlin) im Rahmen der EXPO
- 2003: Organisation und Durchführung des Events Ein Zeichen für Mehrweg (Berlin) zum Tag der Umwelt
- 2004: Konzeption und Gestaltung des Konzepts Public Design für Alt-Sachsenhausen (Frankfurt am Main)
- 2006: Gestaltung des Kanaldeckels für Berlin
- 2006: IF Product Design Award für Externe Festplatten Freecom

## Buchveröffentlichungen
- „Die Mineralwasserflasche von Günter Kupetz“, Verlag form, Frankfurt 1999
- „Sieben bis neun Grad. Public Design für Potsdam.“ (Hg. Marcus Botsch) Verlag form, Frankfurt 2000